# Saeid Marouf
Mir Saeid Marouf Lakrani (20 de outubro de 1985) é um voleibolista profissional iraniano.

## Carreira
Saeid Marouf é membro da seleção iraniana de voleibol masculino. Em 2016, representou seu país na sua primeira participação no voleibol nos Jogos Olímpicos de Verão no Rio de Janeiro, que ficou em 8º lugar.